# (26954) Skadiang
(26954) Skadiang est un astéroïde de la ceinture principale.

## Description
(26954) Skadiang est un astéroïde de la ceinture principale. Il fut découvert le 25 juin 1997 à Campo Imperatore par Andrea Boattini. Il présente une orbite caractérisée par un demi-grand axe de 2,35 UA, une excentricité de 0,20 et une inclinaison de 6,5° par rapport à l'écliptique.

## Compléments